# Masatopes purpureipennis
Masatopes purpureipennis is een keversoort uit de familie van de boktorren (Cerambycidae). De wetenschappelijke naam van de soort werd in 1880 als Opsamates purpureipennis gepubliceerd door Charles Owen Waterhouse.